# Liste der Herrscher des Königreichs Schoa
Dies ist eine Liste der Herrscher des Königreichs Schoa in Äthiopien. Diese bilden den Schoa-Zweig der Solomonischen Dynastie.
| Amtszeit                          | Name                                  | Anmerkungen                                                |
| --------------------------------- | ------------------------------------- | ---------------------------------------------------------- |
| 1682–1703                         | Abeto Negassi Krestos                 |                                                            |
| 1703–6. März 1719                 | Meridazmatch Sebastian                |                                                            |
| 6. März 1719–23. Februar 1744     | Meridazmatch Qedami Qal               | besser bekannt als Aboye                                   |
| 23. Februar 1744–6. Februar 1775  | Meridazmatch Amha Jesus               | auch bekannt als Amhayes                                   |
| 6. Februar 1775–30. Juli 1807     | Meridazmatch Asfa Wosen               |                                                            |
| 30. Juli 1807–7. Juni 1813        | Meridazmatch und Ras Wossen Segad     |                                                            |
| 7. Juni 1813–12. Oktober 1847     | Meridazmatch und Negus Sahle Selassie | nach 1839 Negus                                            |
| 12. Oktober 1847–9. November 1855 | Negus Haile Melekot                   |                                                            |
| 9. November 1855–1856             | Sahle Mariam                          | später Menelik II., Kaiser von Äthiopien                   |
| 1856–1859                         | Meridazmatch Haile Mikael             | Anwärter                                                   |
| 1859–1859                         | Bezabeh                               | erste Amtszeit; durch Kaiser Theodor II. berufen           |
| 1859–1860                         | Meridazmatch Seyfu                    | Anwärter                                                   |
| 1860–1865                         | Bezabeh                               | zweite Amtszeit; wiedereingesetzt durch Kaiser Theodor II. |
| 1865–1913                         | Sahle Mariam                          | erneut; 1889 zu Menelik II., Kaiser von Äthiopien gekrönt  |